# Lomelosia ulugbekii
Lomelosia ulugbekii är en tvåhjärtbladig växtart som först beskrevs av Zak. och Jevgenij Grigorjevitj Bobrov, och fick sitt nu gällande namn av J. Soják. Lomelosia ulugbekii ingår i släktet Lomelosia och familjen Dipsacaceae. Inga underarter finns listade i Catalogue of Life.